# ساغدت (آيت أوسمسيل بني عياض)
ساغدت هو دُوَّار يقع بجماعة بني عياط، إقليم أزيلال، جهة بني ملال خنيفرة في المملكة المغربية. ينتمي الدوّار لمشيخة آيت أوسمسيل بني عياض التي تضم 8 دواوير. يقدر عدد سكانه بـ 564 نسمة حسب الإحصاء الرسمي للسكان والسكنى لسنة 2004.

## روابط خارجية
- البوابة الوطنية للجماعات الترابية نسخة محفوظة 12 مارس 2018 على موقع واي باك مشين.
- المندوبية السامية للتخطيط